# Holbæk Provsti
 Holbæk Provsti er et provsti i Roskilde Stift.  Provstiet ligger i Holbæk Kommune.
Holbæk Provsti består af 24 sogne med 33 kirker, fordelt på 18 pastorater.

## Pastorater
| Pastorater i Holbæk Provsti                       | Pastorater i Holbæk Provsti      | Pastorater i Holbæk Provsti       |
| ------------------------------------------------- | -------------------------------- | --------------------------------- |
| Butterup-Tuse Pastorat                            | Gislinge Pastorat                | Hjembæk-Svinninge Pastorat        |
| Jyderup-Holmstrup Pastorat                        | Kundby Pastorat                  | Nørre Jernløse-Kvanløse Pastorat  |
| Orø Pastorat                                      | Sankt Nikolai Pastorat           | Soderup-Kirke Eskilstrup Pastorat |
| Stigs Bjergby-Mørkøv-Skamstrup-Frydendal Pastorat | Sønder Jernløse-Søstrup Pastorat | Store Tåstrup Pastorat            |
| Tuse Næs-Hagested Pastorat                        | Tølløse Pastorat                 | Tveje Merløse Pastorat            |
| Ugerløse Pastorat                                 | Undløse-Søndersted Pastorat      | Vipperød Pastorat                 |

## Sogne
| Sogne i Holbæk Provsti   | Sogne i Holbæk Provsti  | Sogne i Holbæk Provsti    |
| ------------------------ | ----------------------- | ------------------------- |
| Butterup-Tuse Sogn       | Gislinge Sogn           | Hagested Sogn             |
| Hjembæk-Svinninge Sogn   | Holmstrup Sogn          | Jyderup Sogn              |
| Kirke Eskilstrup Sogn    | Kundby Sogn             | Kvanløse Sogn             |
| Nørre Jernløse Sogn      | Orø Sogn                | Sankt Nikolai Sogn        |
| Skamstrup-Frydendal Sogn | Soderup Sogn            | Stigs Bjergby-Mørkøv Sogn |
| Store Tåstrup Sogn       | Sønder Jernløse Sogn    | Søstrup Sogn              |
| Tuse Næs Sogn            | Tveje Merløse Sogn      | Tølløse Sogn              |
| Ugerløse Sogn            | Undløse-Søndersted Sogn | Vipperød Sogn             |